# Renault Kangoo Compact Concept
El Renault Kangoo Compact Concept es un prototipo de automóvil de furgoneta del segmento B diseñado por la fábrica francesa Renault. Fue presentada en el Salón del Automóvil de Fráncfort de 2007. La segunda generación de la renault kangoo está basada en este prototipo.

## Características
Mide unos 3,87 metros de largo, unos 1,82 metros de alto y 1,83 metros de ancho. La distancia entre ejes es de 2,31 metros. Posee una caja de cambios manual de cinco y seis velocidades. Acelera de 0 a 100 km/h en 12,1 y 12, segundos, dependiendo del motor. Tiene un consumo medio de 7,7 y 5,4 litros cada 100 km. Las emisiones de CO2 son de entre 186 y 142 gramos por kilómetro. El maletero puede cargar entre 174 y 1.462 litros. El motor tiene dos versiones: de gasolina de 16 válvulas y turbodiésel common railes. Ambos  de cuatro cilindros y de 105 caballos de fuerza.
Las dos puertas batientes del baúl, han sido sustituidas por un amplio portón que ocupa prácticamente todo el ancho del vehículo, salvo los laterales que se destinan a las luces. Este portón, además, dispone de una luneta, tan ancha como la propia puerta, que se puede subir y bajar con un botón en el salpicadero o con el mando a distancia de la llave. Esto permite cargar y descargar objetos sin abrir la puerta. Tiene dos posiciones de apertura a 32,5 y 85 grados.

## Galería

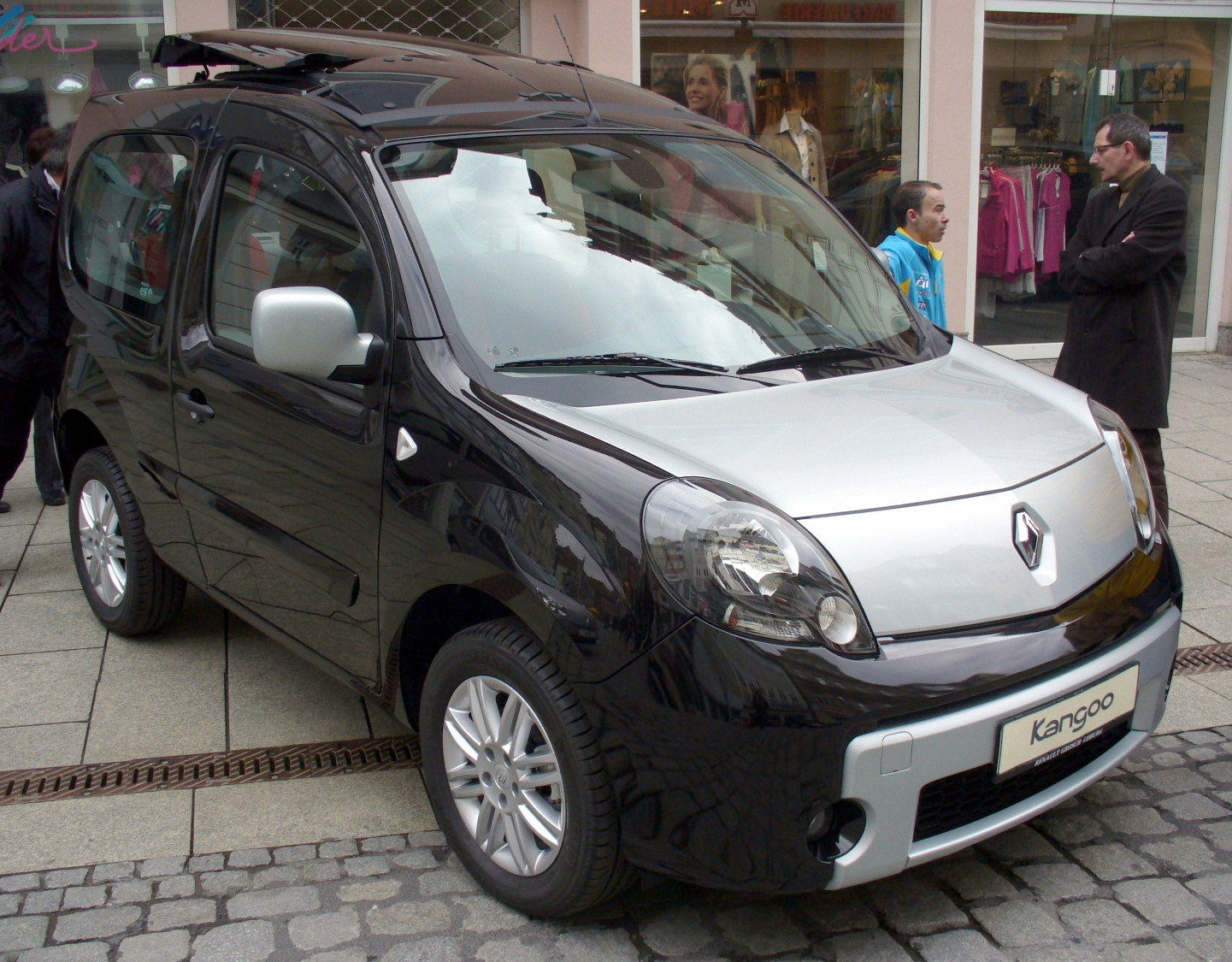
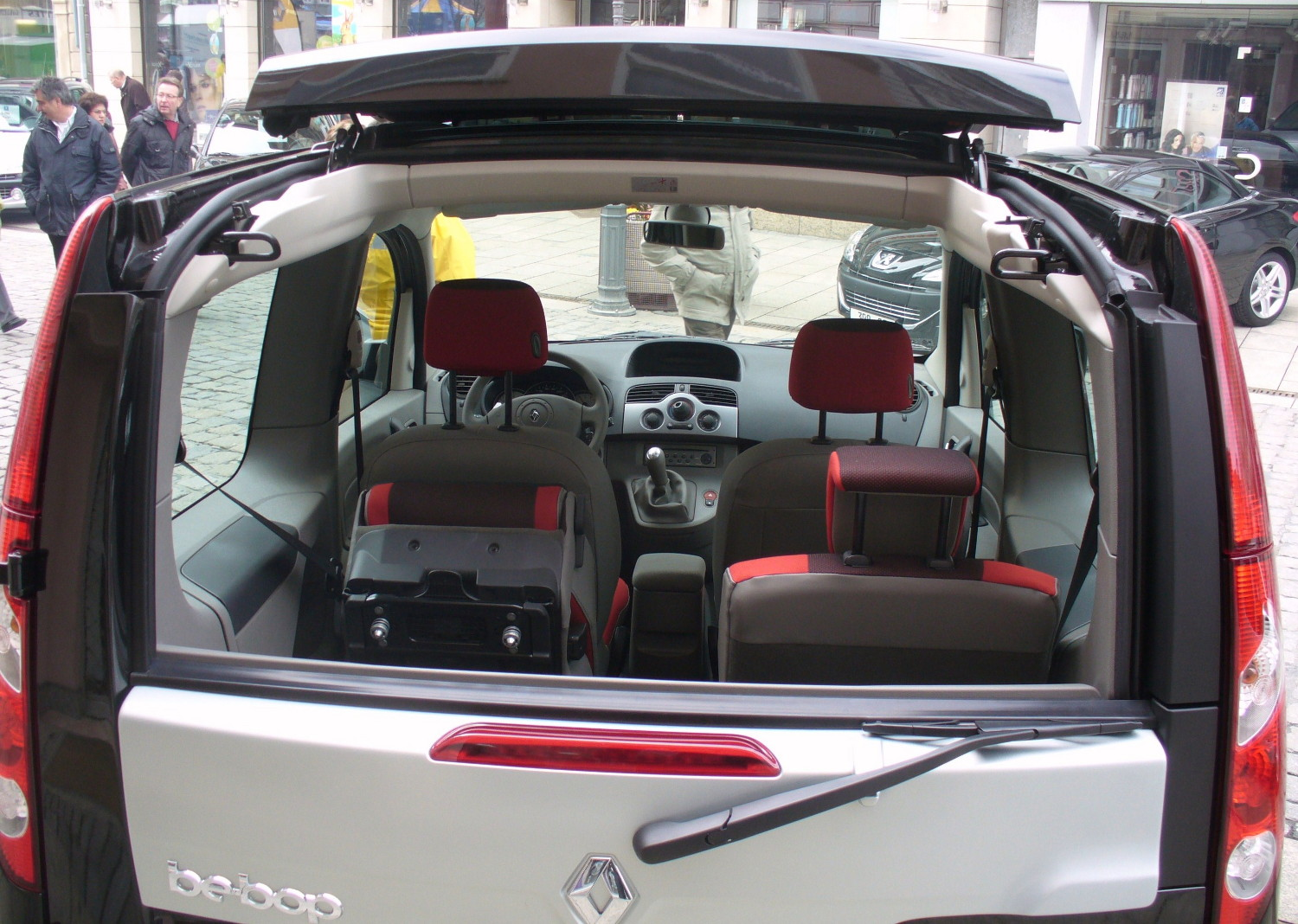
Abertura del baúl
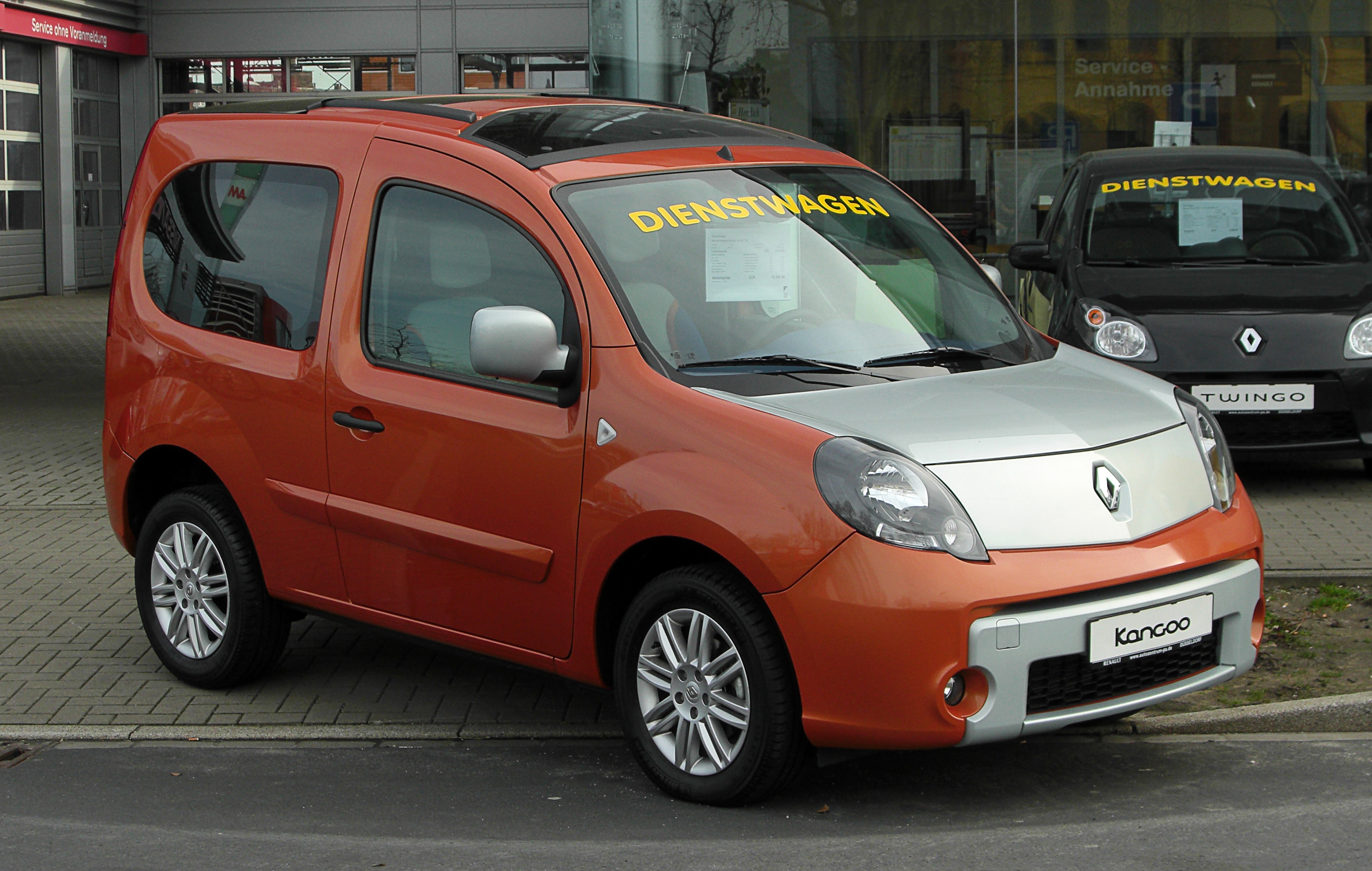